# Ван Симэн
Ван Симэн (кит. 王希孟; родился около 1096 года — умер около 1119 года) — китайский художник.
В китайских литературных источниках о Ван Симэне не сохранилось никаких сведений, поэтому точные даты его рождения и смерти неизвестны. Из всего его творчества до наших дней дошёл лишь один свиток, на котором оставил свой колофон Цай Цзинь, премьер-министр правительства императора Хуэйцзуна (1101—1125). Это единственный источник сведений о художнике. В нём Цай Цзинь сообщает, что свиток «Горы и воды на тысячу ли» (кит. упр. 千里江山图) был создан в 1113 году Ван Симэном, которому тогда было около 18 лет, и что художник через несколько лет после этого скончался совсем молодым. Он являлся студентом Художественной академии, учреждённой императором Хуэйцзуном, который сам был хорошим живописцем и предъявлял весьма высокие требования к пейзажной живописи. Вполне вероятно, что Ван Симэн находился под его высочайшим покровительством, поскольку картина написана в полном соответствии с основными художественными принципами Хуэйцзуна. Эти принципы в значительной мере отличались от эстетики пейзажа X — начала XI веков, выраженной в работах таких мастеров как Фань Куань, Гуань Тун, Го Си, своим тяготением к декоративности и изяществу. Некоторые исследователи считают, что превосходный свиток, созданный художником, был чем-то вроде экзаменационной работы в ходе учёбы в Академии. Много веков имя Ван Симэна было практически забыто; истинная величина его дарования была раскрыта только в XX веке.

## «Горы и воды на тысячу ли»
Свиток размером около 12 метров в длину и более полуметра в ширину представляет собой одну из самых больших картин, созданных за всю историю китайской живописи. Художник изобразил грандиозную панораму гор и вод в соответствии со старинным стилем так называемого сине-зелёного пейзажа, выработанным во времена династии Тан аристократами из царствовавшего семейства Ли. Этот стиль с характерным использованием глубоких синих и зелёных пигментов и золота как символ аристократизма и изысканности был перенят от танского императорского дома Ли представителями сунского императорского семейства Чжао, и поддерживался ими даже после падения своего государства (об этом свидетельствуют работы Чжао Мэнфу).
Живопись свитка исполнена детальным стилем (гунби), она в большой мере отличается от бытовавшей в среде интеллектуалов той поры техники туманного пейзажа, который выполнялся размывами туши, делающими очертания гор и прочих предметов нечёткими. Художник дал картину грандиозности мироздания, отчётливо выразив изначальную суть китайского пейзажа «шань-шуй» — гармонию противоположностей: горной тверди и текучести воды, вечного и переменчивого, инь и ян. Ван Симэн тончайшей кистью выписал множество явлений жизни, порождённых этой гармонией, изобразил людей, зверей и птиц, воду в разных состояниях, детали быта, деревья, и лодки рыбаков, дома и великолепный мост с крытыми террасами, где путники могут передохнуть и так далее. Художник соединил классичность старинного сине-зелёного стиля с изящным реалистическим рисунком, характерным для периода Сун, и светящейся золотистой атмосферой, придающей пейзажу глубокую поэтичность. Это произведение можно считать светским, и, может быть, несколько поверхностно-детальным прочтением глубокой философско-религиозной сути китайского пейзажа «шань-шуй», который всегда был выражением фундаментальной духовной идеи.

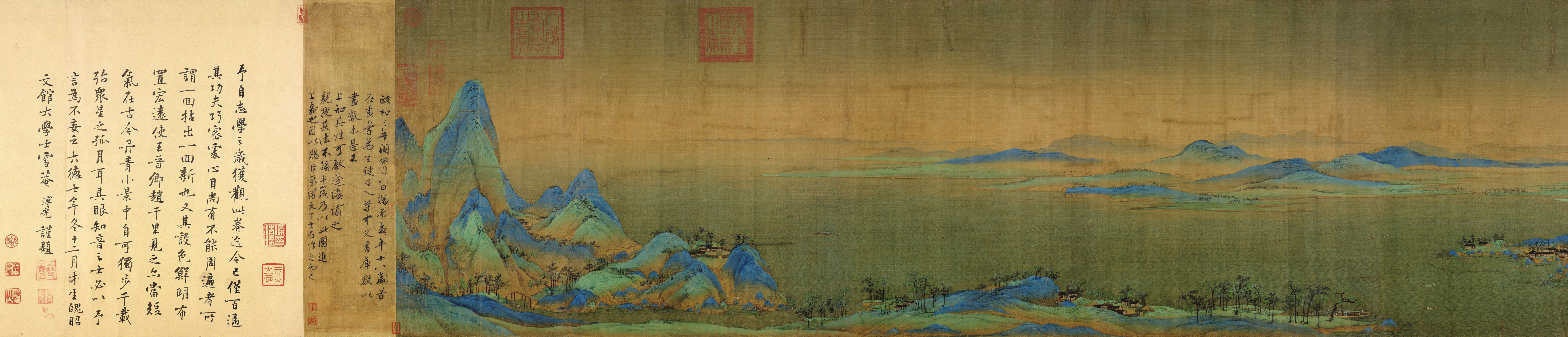
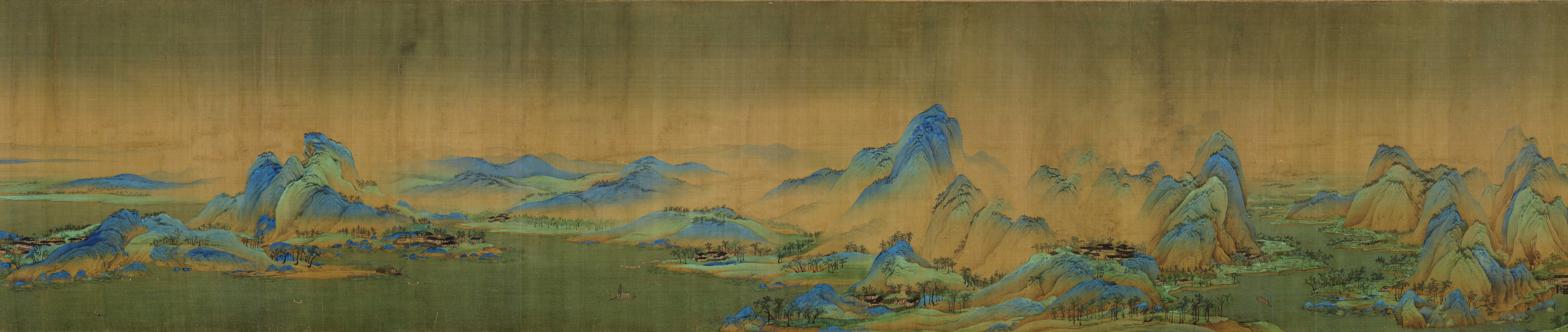
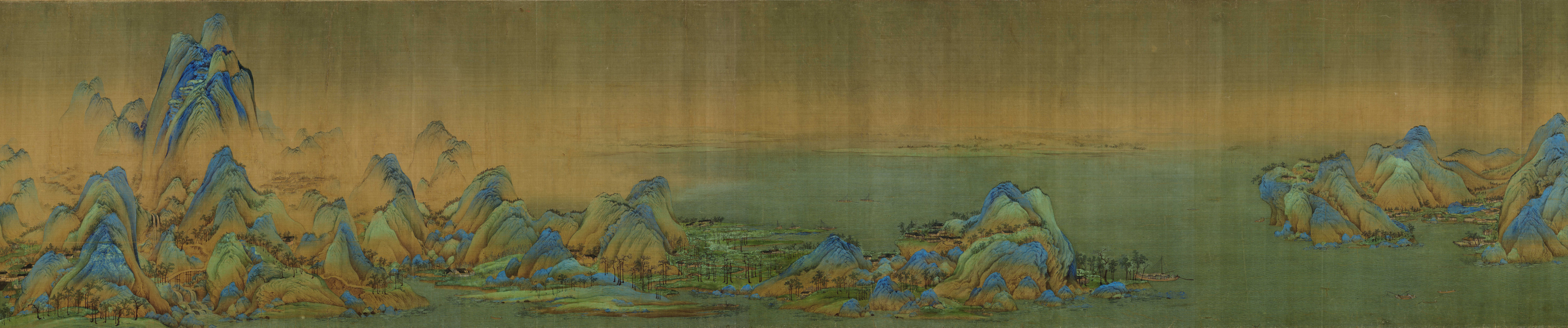
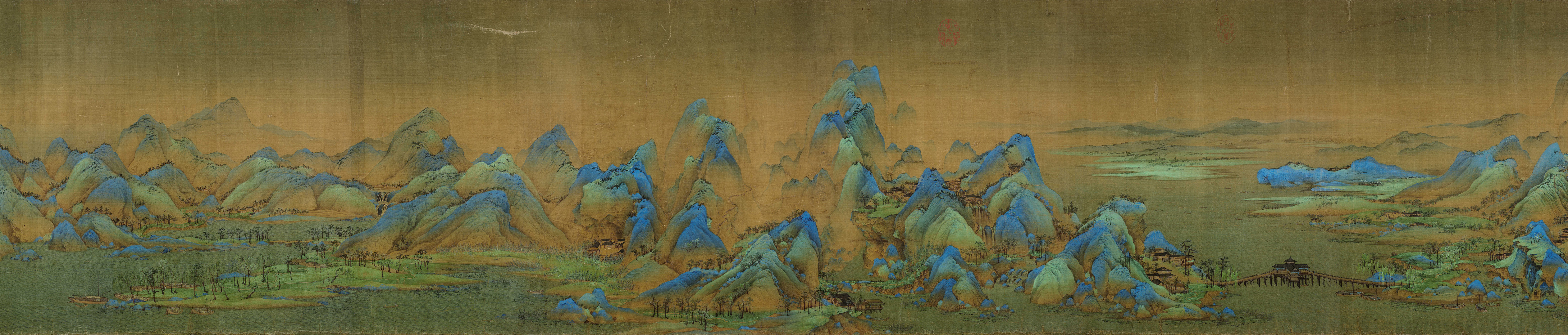
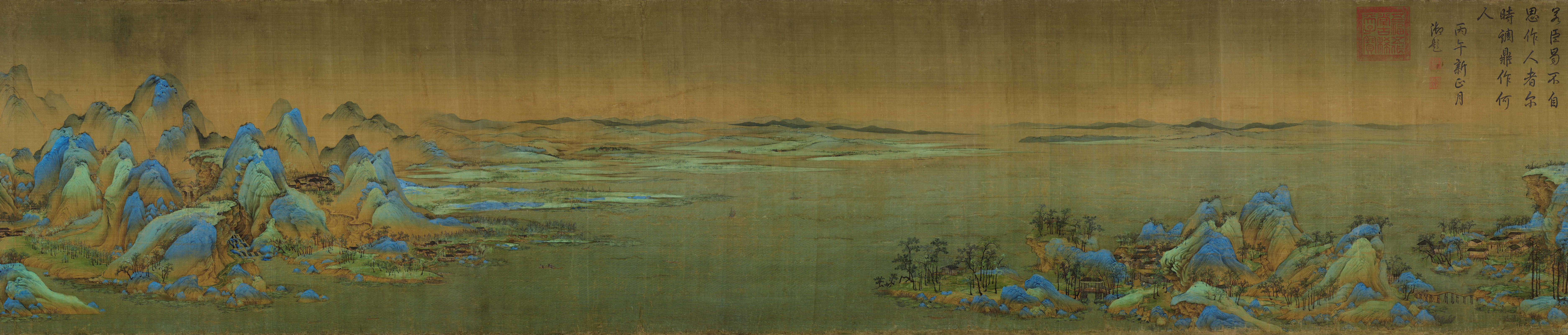
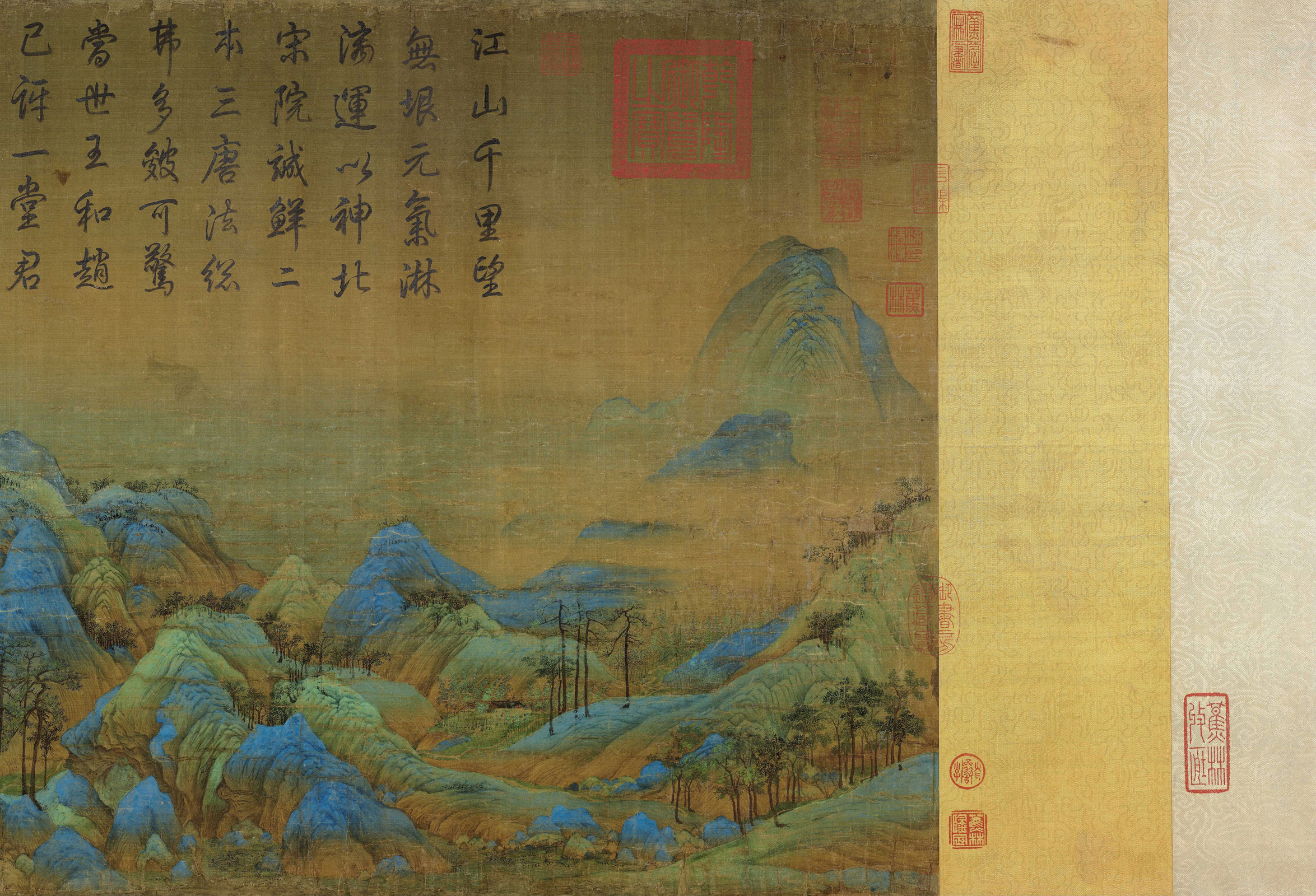

Детали свитка в высоком разрешении.

## Отражение в культуре XXI века
Сюжеты свитка «Горы и воды на тысячу ли» (кит. упр. 千里江山图) были использованы для дизайна формы зимней Олимпиады-2022 в Пекине и Чжанцзякоу, которую носили волонтёры и технический персонал Игр.